# 文德爾斯托夫湖
53°44′15.53″N 11°16′3.74″E / 53.7376472°N 11.2677056°E
文德爾斯托夫湖（德語：Wendelstorfer See），是德國的湖泊，位於該國東北部梅克倫堡-前波美拉尼亞州，由西北梅克倫堡縣負責管轄，長1.3公里、寬0.3公里，面積0.27平方公里，海拔高度43米。